# Corneliu Vadim Tudor
Corneliu Vadim Tudor (IPA: korˈnelju vaˈdim ˈtudor; Bukarest, 1949. november 28. – Bukarest, 2015. szeptember 14.) a Nagy-Románia Párt (románul Partidul România Mare, PRM) vezetője, költő, író, újságíró, és hajdani EU-képviselő. 1992 és 2008 között hazájában szenátor volt.
Vitatott, lényegében populista politikus, aki ismert erősen nacionalista nézeteiről, és indulatos szónoklatairól. Leggyakrabban "Vadim" néven hivatkoznak rá, emiatt sokan azt hiszik, ez a vezetékneve. Testvére hajdani román katonatiszt aki egyben párttársa is, Marcu Tudor.
Vadim Eugen Barbu román író tanítványa volt, aki bizalmasa volt Nicolae Ceaușescu román kommunista diktátornak. Tudor az 1989-es forradalom előtt verseiben előszeretettel dicsérte, és istenítette a vezetőt. Utolsó éveiben súlyos szív- és cukorproblémákkal küzdött. 2015. szeptember 14-én hunyt el szívinfarktusban, nem sokkal azután hogy tüdőödéma miatt a bukaresti katonakórházba szállították.

## Fiatalkora
1949-ben született a román fővárosban, munkásosztálybeli családban, az apja szabó volt. Fiatalkorában Roger Vadim francia filmrendező csodálója volt, innen ered a középső neve.
1971-ben szociológia fokozatot kapott a Bukaresti Egyetemen, majd 1975-ben tisztképző iskolában folytatta tanulmányait. Eugen Barbunak köszönhetően, aki fő támogatója volt, a fiatal Vadim Bécsben tanulhatott 1978 és 1979 között.
A kommunista rendszer alatt, újságíróként, költőként és szerkesztőként dolgozott, az 1970-es évek elején a România Liberă (Szabad Románia) egyik szerkesztője volt, majd később, 1975-től a román kormány hivatalos lapjához, az Agerpress-hez szerződött át.